# Ixora ensifolia
Ixora ensifolia är en måreväxtart som beskrevs av Elmer Drew Merrill och Lily May Perry. Ixora ensifolia ingår i släktet Ixora och familjen måreväxter. Inga underarter finns listade i Catalogue of Life.